# Урбанович, Виталий Язепович
Виталий Язепович Урбанович (латыш. Vitālijs Urbanovičs; 4 февраля 1948, Резекне, Латвийская ССР) — советский биатлонист, латвийский тренер по биатлону. Чемпион СССР в эстафете (1971).

## Биография
В качестве спортсмена выступал за спортивное общество «Динамо». В 1971 году завоевал золотые медали чемпионата СССР в эстафете, в команде с Александром Тихоновым, Ярославом Сорокой и Ринатом Сафиным.
После окончания спортивной карьеры перешёл на тренерскую работу. Работал тренером в ДЮСШ № 3 города Риги. В конце 1980-х годов возглавил сборную Латвийской ССР, в 1992—2010 годах — бессменный главный тренер сборной Латвии по биатлону. В качестве тренера участвовал в шести зимних Олимпиадах, в том числе в первой после восстановления независимости Латвии Олимпиаде-1992. Под руководством Урбановича тренировались Илмарс Брицис, Олег Малюхин, Андрей Расторгуев, Екабс Накумс, Айварс Богданов, Райвис Зиемелис, Мадара Лидума, Анжела Брице, Байба Бендика и др.
В мае 2010 года был назначен старшим тренером мужской сборной Украины, работал с украинцами до 2013 года. В апреле 2015 года вернулся на пост главного тренера сборной Латвии.